# Биктимирово (Оренбургская область)
Биктимирово — село в Саракташском районе Оренбургской области в составе Николаевского сельсовета.

## География
Находится на правом берегу реки Сакмара на расстоянии примерно 21 километр по прямой на запад-северо-запад от поселка Саракташ.

## История
В советское время работал колхоз «Кызыл Чулпан».

## Население
| 2010 |
| ---- |
| 258  |

Население составляло 311 человек в 2002 году (татары 46 %, башкиры 42 %), 258 по переписи 2010 года.